# 공력탄성학
공력탄성학(Aeroelasticity) 또는 공탄성은 탄성체가 유체 흐름에 노출되는 동안 발생하는 관성력, 탄성력 및 공기역학적 힘 사이의 상호작용을 연구하는 물리학 및 공학의 한 분야이다. 공탄성 연구는 유체 흐름에 대한 탄성체의 정적 또는 정상 상태 응답을 다루는 정적 공탄성 및 신체의 동적(일반적으로 진동) 응답을 다루는 동적 공탄성의 두 분야로 크게 분류할 수 있다.
공탄성 문제는 계산, 지면 진동 테스트 및 비행 플러터 시험을 통해 결정 및 검증할 수 있는 구조의 질량, 강성 또는 공기역학을 조정하여 방지할 수 있다. 제어 표면의 플러터는 일반적으로 질량 균형을 주의 깊게 배치하여 제거된다.
공탄성과 열역학의 합성은 공기열탄성(aerothermoelasticity)으로 알려져 있으며, 제어 이론과의 합성은 공기공탄성(aeroservoelasticity)으로 알려져 있다.

## 같이 보기
- 항공우주공학
- 카르만 와류
- 수학적 모델
- 진동